# БМ-14
БМ-14 (БМ – борбено возило) је совјетски вишецевни бацач ракета калибра 140 mm, који се обично монтира на камион.
БМ-14 може да испаљује ракете М-14 са високо-експлозивно парчадном бојевом главом. Сличан је моделу БМ-13 Каћуша и у фазама је повучен из службене употребе и замњен савременијим моделом БМ-21 Град.
Лансери су рађени у верзијама са 16 и 17 лансирних цеви. Ракете су биле максималног домета од 9,8 километара.
Оруђе не одликује велика прецизност јер не поседује систем за навођење, али је изизетно ефикасно за наношење масовног артиљеријског удара. Из путујућег у борбени режим прелази за свега 1,5 до 2 минута. За испаљивање једног плотуна потребно му је од 7 до 10 секунди. Поседује 6x6 камионску шасију.

## Варијанте
- БМ-14 (8У32) – модел са 16 цеви- (у два реда од по 8), са лансером монтираним на камиону ЗиС-151. Уведен у употребу 1952. године. Такође познат као БМ-14-16.
  - БМ-14М (2Б2) - модификовани модел, монтиран на возило ЗИЛ-157.
  - БМ-14ММ (2Б2Р) – коначно унапређење, монтирана на возило ЗиЛ-131.
- БМ-14-17 (8У35) – са 17 цеви (8+9 лансирних цеви) лансер, монтиран на возило ГАЗ-63A. Развијен 1959. године . Лансер је такође коришћен на поморским бродовима, као на пример Пројекат 1204 патролним чамцима.
- РПУ-14 (8У38) – који носи верзију са 16-цеви, који поседује и митраљез калибра 85mm D-44 који су користиле Совјетске ваздухопловне снаге, док није замењен 122mm-ским БM-21В "Град-В".

## Муниција
БМ-14 лансер и остале његове верзије могу да испаљују ракете калибра 140mm под називом M-14 серија (који се такође користи за ракете које су произвели совјети M14). Њихов минимални домет износи 3,8 km, док максимални домет износи 9,8 km.
M-14 серија састоји се од при типа:
- М-14-ОФ - једна M-14 ракета са високо-експлозивно парчадном бојевом главом опремљеном са 3,68 kg, ТНТ-а.[2]
- М-14-Д - једна M-14 ракета са димном бојевом главом која садржи бели фосфор.
- М-14-С - једна M-14 ракета са хемијском бојевом главом која садржи 2.2 kg бојног отрова сарин.

## Оружје
Један блок БМ-14 садржи 16 лансирних цеви, са отворима на предњем и задњем крају глатке цеви калибра 140,3 mm и дужине 1370 mm код модела БМ-14/14М/14ММ или 1100 мм за модел БМ-14-17 , који се монтира на контактне полуге и предњем и задњем затварачу. Лансирне цеви које су распоређене у два реда и причвршћене на носач који се састоји од металних гредица које се пружају између ова два реда лансирних цеви и испод њих до носача који је причвршћен на возило. Основа је постављена на ротирајући рам, заједно са механизмом за вођење и механизмом за балансирање који формирају ротирајући део инсталације. Вертикални угао померања инсталације креће се у распону од 0° до +50°, по хоризонтали — ±70° за БМ-14/14М/14ММ и ±100° за БМ-14-17; дискови за усмеравање, зупчасти пужни пар и спирални пренос - су мануелни. Окретни рам на коме се налазе лансирне цеви, ослања се на своја три вертикална ваљка и шест хоризонталних ваљака. Навођење се врши помоћу панорамског телескопа, пуњење се може вршити даљинским отпуштањем калема које се може вршити на удаљености од 60 метара од бацача.
| Муниција за систем БМ-14 |             |                  |                   |                 |                          |                                       |                            |
| Назив ракете             | Индекс ГРАУ | Тип ракете       | Дужина ракете, mm | Маса ракете, kg | Маса ВВ, kg              | Даљина гађања максимална/минимална, m | Година пријама у наоружање |
| М-14-ОФ                  | ОФ-949      | парчадно-фугасна | 1086              | 39,60           | 4,20                     | 9800 / 1000                           | 1952                       |
| М-14Д                    | Д-949       | димна            | 1051              | 40,28           | 0,33 + 3,6 (бели фосфор) | 10060 / 1000                          | 1955                       |
| М-14                     | н/д         | хемијска         | 1050              | 39,60           | 2,14 (Р-35)              | 9800 / 1000                           | 1955                       |

## У наоружању
- СССР
- Алжир- 48 примерака према подацима из 2010. године.[5]
- Авганистан- непозната количина, према подацима из 2010. године.[6]
- Вијетнам}}- непозната количина, према подацима из 2010. године[7], 100 система СССР је испоручио у периоду од 1965. до 1966. године.[8]
- Источна Немачка- непозната количина[9], која јеповучена из наоружања.[10]
- Египат- 32 система према подацима из 2010. године.[11]
- Индонезија
  - Поморска пешадија Индонезије-12 система према подацима из 2010. године.[12]
- Јемен- 14 система према подацима из 2010. године.[13]
- Камбоџа- 20 система према подацима из 2010. године.[14]
- Кина- 500 система произведених у Совјетском Савезу у периоду од 1955. до 1959. год.- повучено из употребе.[15]
- Северна Кореја- 100 система произведених у Совјетском Савезу у периоду од 1965. до 1966. год.
- Република Конго- непозната количина, према подацима из 2010. године.[16]
- Куба- непозната количина, према подацима из 2010. године[17], 100 система произведених у Совјетском Савезу у периоду од 1966. до 1967. год.
- Пољска- 50 система произведених у Совјетском Савезу у периоду од 1961. до 1962. год. - повучено из упоребе.[18]
- Сирија- 200 система произведених у Совјетском Савезу у периоду од 1961. до 1962. год. - повучено из упоребе.[19]
- Чехословачка- непозната количина, - повучено из употребе.[20]

## Ратна употреба
Овај систем коришћен је у могим сукобима као што су Алжирски грађански рат, Побуна у Дофару(Оман), и у рату у Авгансистану.